# Monachoides incarnatus
Monachoides incarnatus е вид коремоного от семейство Hygromiidae.

## Разпространение
Видът е разпространен в Австрия, Албания, Белгия, Босна и Херцеговина, България, Германия, Гърция, Дания, Ирландия, Италия, Лихтенщайн, Люксембург, Нидерландия, Полша, Северна Македония, Румъния, Словакия, Словения, Сърбия, Украйна, Унгария, Финландия, Франция, Хърватия, Черна гора, Чехия, Швейцария и Швеция.